# Krisekommunikation
Krisekommunikation er et specielt kommunikationsberedskab, der primært sættes ind i forbindelse med en krise af imagemæssig karakter, benævnt fx 'damage control' eller 'skadesbegrænsning'. Her gælder det om at begrænse skaden der er sket, ved at igangsætte initiativer, sige undskyld eller måske skyde skylden på andre.
Krisekommunikation kan dog også være af mere proaktiv karakter, og begrebet her dække over det forebyggende beredskab, som en virksomhed kan have, for at imødegå kriser, benævnt fx 'issues management'. Det handler fx om at overvåge en lang række issues, der kan potentielt kan føre til kriser. Ved at identificere krisepotentialet, kan man således forsøge at imødegå at kriserne nogensinde opstår, ved at igangsætte initiativer, der helt eller delvis 'slukker den spirende ild' endnu før det udvikler sig til en regulær 'ildebrand', altså en krise.
Endelig kan krisekommunikation også være myndighedernes handlingsanvisende og oplysende kommunikation i forbindelse med større ulykker og katastrofer. 
Der har altid eksisteret kriser, alligevel synes navnlig 1990'erne op til vores tid at være meget optaget af kriser og krisekommunikation, hvilket oftest kædes sammen med den øgede mediedækning. Der er for eksempel ingen tvivl om at ved oprettelsen af flere medier, er der også blevet 'brug' for flere historier. Tilstedeværelsen af flere nyhedsmedier såsom TV 2 NEWS og gratisaviserne har således forstærket mediepresset på i forvejen følsomme virksomheder.
Anders Krarup som er en af de kommunikationsfolk, der arbejder specifikt med krisekommunikation (og som underviser journalister og kommunikationsfolk i emnet), har udarbejdet en model til at afgøre, hvor krisefølsom ens virksomhed er. Jo mere krisefølsom, desto større er behovet for et regulært kriseberedskab og altså behovet for krisekommunikationen.
Der er med andre ord virksomheder, som aldrig eller stort set aldrig vil opleve alvorlige image-kriser og så er der virksomheder, der næsten dagligt konfronteres, hvis ikke med en regulær krise, så med truslen om en. Men behøver blot at åbne dagens avis, for at forestille sig i hvilke kommunikationsafdelinger dagen har været særdeles travl.